# Râul Rasnic
Râul Rasnic este un curs de apă, afluent al Jiului.